# Codex de Huichapan
Le Codex de Huichapan est un manuscrit post-cortésien en langue otomi conservé au Musée national d'anthropologie de Mexico.